# Чорна металургія

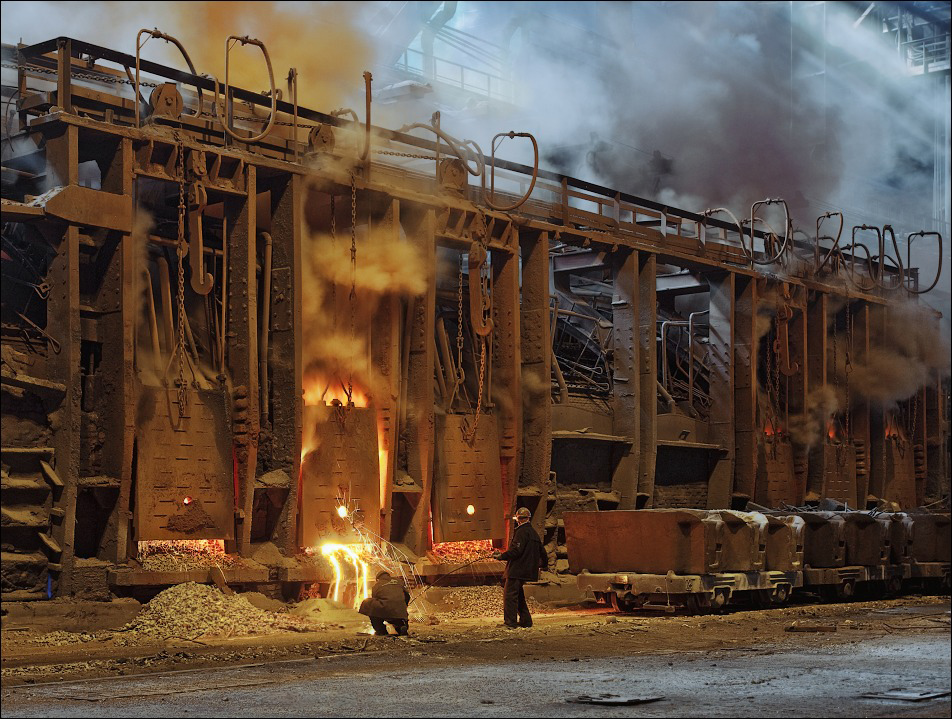
Біля мартенівської печі на Криворізькому металургійному заводі.

Динаміка світового виробництва, споживання сталі та росту сталеплавильних потужностей

Динаміка світового виробництва сталі в 2000—2008 рр. млн т.

Провідні компанії — виробники сталі в 2006—2008 рр., млн т.

Споживання сталі у світі в 1950—2008 рр.

Чо́рна металургі́я — одна з найважливіших галузей важкої промисловості, яка охоплює виробництво чорних металів та спорідненої сировини і напівфабрикатів.
До чорної металургії входить видобуток всіх видів чорних металів та виробництво з них, тобто чавун, прокат чорних металів, сталь, феросплави, як також вторинні виробництва: сталеві і чавунні труби, порошки чорних металів та металеві вироби індустріального призначення.
До обсягу чорної металургії належать також галузі, що видобувають і переробляють флюсові вапняки, кокс, вогнетривкі матеріали й інші продукти, які служать сировиною для виробництва чорних металів.

## Огляд
Чорна металургія характеризується високою циклічністю попиту, світовим надвиробництвом, високими ризиками. Щорічний темп зростання виробництва сталі в середньому становить 7 % на рік. Виходячи із співвідношення ризику та прибутковості інвестицій, частка металургії в капіталізації промисловості розвинених країн постійно зменшується, поступаючись місцем високотехнологічним галузям.
Зростання цін на ринку сталі в 2002–2008 рр. призвело до зростання інвестиційної активності в металургії. У 2007 році приріст сталеплавильних потужностей проти 2004 р. склав 240 млн т, при цьому потужності були завантажені на 91,5 %, а перевищення обсягів виробництва над споживанням досягло 107 млн т.
Для чорної металургії є характерним високий рівень концентрації виробництва, який обумовлений застосуванням аґреґатів великої одиничної потужності (доменних печей, кисневих конверторів, прокатних станів), мають місце різні форми комбінування виробництва, високий рівень спеціалізації. На початку ХХІ ст. близько 80 % сталі виплавляється на підприємствах з повним металургійним циклом, який включає доменне, сталеплавильне і прокатне виробництва.

## Домінуючі технології
Серед провідних країн світу домінує конвертерний тип виробництва сталі із середнім показником на рівні 52,3 %, на другому місці — електродугові печі — 41 % відповідно. Але слід зазначити, що в Україні, яка посідає третє місце серед провідних експортерів сталі, домінує мартенівський спосіб одержання сталі, який іншими країнами активно замінюється на прогресивніші, зокрема на киснево-конверторний або електросталеплавильний. 2011-го року побудований і готується до введення в експлуатацію новий потужний електросталеплавильний завод «Дніпросталь», таким чином тенденція поширилась і на Україну.

## Сталеплавильні потужності
Загальні світові сталеплавильні потужності на 2007 р. становили 1425 млн т.
У світі у 2002—2007 рр. з'явилося 400 млн т додаткових потужностей з виплавки сталі, з яких 330 млн т — киснево-конверторна і 70 млн т — електросталь. Серед країн найбільший приріст забезпечив Китай, додавши 363 млн т, або майже 80 % загальносвітового приросту. На кінець 2007 р. у КНР потужності з виробництва сирої сталі склали 520 млн т (або близько 36 % від загальносвітових), з яких понад 70 % оснащені найсучаснішим високоефективним обладнанням, що забезпечує найменші витрати сировини та енергоресурсів.
Україна наростила виробництво сталі за 2003—2007 рр. на 5,9 млн т, з 36,9 млн т у 2003 до 42,8 млн т у 2007 р.
Кон'юнктура світового ринку чорних металів у 2004—2008 рр., млн т:
| Найменування/Рік          | 2004    | 2005    | 2006    | 2007    | 2008    |
| Виробництво               | 1 035,5 | 1 107,3 | 1 218,3 | 1 309,4 | 1 329,7 |
| Споживання                | 971,0   | 1 025,8 | 1 113,0 | 1 202,0 | 1 282,0 |
| Сталеплавильні потужності | 1 190,0 | 1 255,0 | 1 345,0 | 1 430,0 | 1 520,0 |

## Криза 2008—2010 років та глобальні і регіональні тенденції
Наслідком світової фінансової кризи, що торкнулася, в числі інших, і металургії, стало уповільнення у 2008 році темпів зростання виробництва та споживання сталі і подальше зниження їх у 2009 р. Більш за все корекції піддалися регіональні ринки Європи та Азії.
Європа (в середньому за 2004—2008 рр. профіцит сталі склав 18 млн т/рік); Південна Америка (5 млн т/рік); Африка (1 млн т/рік); Азія (70 млн т/рік); СНД (65 млн т/рік). Дефіцит сталі спостерігається у наступних регіонах: Північна Америка (в середньому за 2004—2008 рр. — 17 млн т./рік); Близький Схід (26 млн т/рік). Країни Океанії повністю задовольняють внутрішній попит на сталь.
У цілому за 1990—2008 рр. світове виробництво сталі збільшилося в 1,7 раза. При цьому в чорній металургії Східної Європи, СНД, зокрема в Україні, виробництво скорочувалося, внаслідок чого частка цих країн у світовому виробництві знизилася майже в 1,5 рази.
Перспективними є[коли?] ринки Японії, США, Південної Кореї. Зростання ВВП у цих країнах обумовлюється, перш за все, сферою матеріального виробництва і супроводжується зростанням споживання сталі. У інших країнах, де рівень споживання сталі стабілізувався, ВВП зростає здебільшого за рахунок сфери послуг. Відповідно до чисельності населення, Китай може наростити споживання від 430 млн т до 800 млн т, Індія з 50 до 500 млн т, Росія з 45 до 80 млн т, Бразилія з 24 до 70 млн т. За таким сценарієм споживання сталі до 2025 р. складе 2,2 млрд т.
На Близькому і Середньому Сході спостерігається вельми значне зростання попиту на сталь, обумовлене потребами, пов'язаними з реалізацією нафтогазових проєктів і активізацією діяльності у сфері будівництва. Цей ринок є найперспективнішим для України. Другим за значимістю для України є ринок Азійсько-Тихоокеанського регіону (Індонезія, Філіппіни, Таїланд та ін.).
Розвиток сучасної світової металургійної промисловості характеризується такими тенденціями:
- продовжується зростання обсягів світового виробництва сталі. При цьому найбільш високі темпи приросту виробництва демонструє Китай (понад 20 % на рік), який є одночасно і лідером з внутрішнього споживання металу; збільшення обсягу виробництва сталі і зміна частки окремих груп країн у світовому виробництві і в світових виробничих потужностях за рахунок підвищення частки безперервного лиття сталі та відповідного зниження витратного коефіцієнта сталі на прокат;
- високий рівень інвестицій у дослідження і розробки забезпечує проведення наукових і технологічних досліджень, спрямованих на розвиток технологічної і технічної бази металургійного виробництва; очікується подальше збільшення надлишкових потужностей;
- глобалізаційні процеси в металургії, що посилилися останніми роками, сприятимуть тенденції до перенесення гірничо-металургійного виробництва з розвинених країн у сусідні держави. У середньостроковій перспективі, при збільшенні відкритості ринку, метал вигідно вироблятиметься в регіонах з низькими витратами — в Україні, Росії, Казахстані, Бразилії, Мексиці, Китаї, Індії і Пакистані. У цих державах потужності продовжать нарощуватися без зниження їх завантаження. В той же час у високовитратних регіонах завантаження потужностей знизиться з 95-100 % до 80-85 %; у світовій гірничо-металургійній галузі продовжиться консолідація, яка виявиться в домінуванні транснаціональних компаній.

## Сировина
Понад 85 % залізних і марганцевих руд у світі видобувається відкритим способом, видобуток хромових руд ведеться відкритим і підземним способами з тенденцією до збільшення останнього. Усі видобуті залізні руди піддаються дробленню і сортуванню. У зв'язку з залученням у видобуток і переробку залізних руд з низьким вмістом заліза (30 — 33 %) безперервно зростає частка руд, що направляються на збагачення (близько 90 %). У марганцеворудній промисловості практично увесь видобутий об'єм руд збагачується. Технологія збагачення залізних і марганцевих руд включає підготовчі операції (дроблення, подрібнення, класифікацію), промивку зі знешламленням, різні види магнітної сепарації, сортування, гравітаційне збагачення, флотацію тонких класів руди, промпродуктів і шламів, випал, вилуговування та ін. Багаті хромові руди з вмістом оксиду хрому понад 45 % піддаються дробленню і сортуванню, бідні направляються на збагачення гравітаційними процесами, магнітною і радіометричною сепарацією.
За підсумками 2013 року Україна скоротила експорт чорних металів на 6,4 % порівняно з 2012 роком, до $ 14,3 млрд (близько 8 % ВВП), при цьому їх частка в експорті країни становить близько чверті. У кращі часи, наприклад у 2008 році, Україна експортувала чорних металів на $ 25 млрд, а частка в експорті досягала 40 %.

## Провідні світові виробники та споживачі сталі
Провідні світові компанії — виробники сталі 2010 року
| № з/п | Компанія                   | Виробництво, млн тонн |
| ----- | -------------------------- | --------------------- |
| 1     | ArcelorMittal (Люксембург) | 98,2                  |
| 2     | Baosteel (Китай)           | 37,0                  |
| 3     | POSCO (Південна Корея)     | 35,4                  |
| 4     | Nippon Steel (Японія)      | 35,4                  |
| 5     | JFE Steel (Японія)         | 31,1                  |
| 6     | Jiangsu Shagang (Китай)    | 23,2                  |
| 7     | Tata Steel (Індія)         | 23,2                  |
| 8     | US Steel (США)             | 22,3                  |
| 9     | Ansteel (Китай)            | 22,1                  |
| 10    | Gerdau (Бразилія)          | 18,7                  |

Джерело: World Steel Association
Провідні нетто-експортери та нетто-імпортери сталі у 2006—2008 рр., млн т:
| Місце | Країна нетто-експортер | Обсяг | Місце | Країна нетто-імпортер | Обсяг |
| 1     | Китай                  | 32,6  | 1     | США                   | 32,6  |
| 2     | Японія                 | 30,1  | 2     | Таїланд               | 8,5   |
| 3     | Україна                | 29,1  | 3     | Іспанія               | 7,4   |
| 4     | РФ                     | 25,6  | 4     | Італія                | 6,9   |
| 5     | Бразилія               | 10,7  | 5     | ОАЕ                   | 6,7   |
| 6     | Бельгія, Люксембург    | 7,6   | 6     | Іран                  | 5,6   |
| 7     | Німеччина              | 4,9   | 7     | НАФТА                 | 5,1   |
| 8     | Словаччина             | 2,7   | 8     | ЄС-25 (перераховано)  | 5,1   |
| 9     | Південна Африка        | 2,6   | 9     | Канада                | 4,9   |
| 10    | Австрія                | 2,6   | 10    | Південна Корея        | 4,4   |

Виплавка сталі найбільшими державами-виробниками в 2007—2008 рр.:
| Держава        | 2007    | 2007 | 2008    | 2008 | Темп приросту, % |
| Держава        | млн т.  | %    | млн т.  | %    | Темп приросту, % |
| Китай          | 489,2   | 36   | 502.0   | 38   | 3                |
| ЄС             | 209,6   | 16   | 198,6   | 15   | -5               |
| Японія         | 120,2   | 9    | 118,7   | 9    | -1               |
| США            | 98,2    | 7    | 91,5    | 7    | -7               |
| Росія          | 72,4    | 5    | 68,5    | 5    | -5               |
| Індія          | 53,1    | 4    | 55,1    | 4    | 4                |
| Південна Корея | 51,5    | 4    | 53,5    | 4    | 4                |
| Україна        | 42,8    | 3    | 37,1    | 3    | -13              |
| Інші           | 208,4   | 15   | 204,7   | 15   | -2               |
| Всього         | 1 345,4 | 100  | 1 329,7 | 100  | -1               |

Виробництво і внутрішнє споживання сталі на регіональних ринках:
| Показник/Рік        | 2004 | 2005 | 2006 | 2007 | 2008 |
| Європа              |      |      |      |      |      |
| Виробництво, млн т  | 222  | 215  | 232  | 239  | 230  |
| Споживання, млн т   | 192  | 190  | 213  | 223  | 228  |
| Північна Америка    |      |      |      |      |      |
| Виробництво, млн т  | 133  | 127  | 132  | 128  | 132  |
| Споживання, млн т   | 151  | 145  | 155  | 142  | 144  |
| Південна Америка    |      |      |      |      |      |
| Виробництво, млн т  | 46   | 45   | 45   | 47   | 50   |
| Споживання, млн т   | 33   | 33   | 36   | 41   | 45   |
| Азія                |      |      |      |      |      |
| Виробництво, млн т  | 485  | 567  | 649  | 729  | 749  |
| Споживання, млн т   | 502  | 534  | 577  | 601  | 618  |
| Близький Схід       |      |      |      |      |      |
| Виробництво, млн т  | 18   | 20   | 20   | 22   | 22   |
| Споживання, млн т   | 37   | 38   | 46   | 54   | 58   |
| Африка              |      |      |      |      |      |
| Виробництво, млн т  | 12   | 12   | 12   | 12   | 11   |
| Споживання, млн т   | 11   | 11   | 11   | 12   | 10   |
| Австралія і Океанія |      |      |      |      |      |
| Виробництво, млн т  | 8    | 9    | 9    | 9    | 9    |
| Споживання, млн т   | 9    | 9    | 9    | 9    | 9    |
| СНД                 |      |      |      |      |      |
| Виробництво, млн т  | 112  | 112  | 120  | 124  | 114  |
| Споживання, млн т   | 45   | 45   | 48   | 56   | 61   |

Провідні світові експортери сталі, млн т.:
| Держави        | 2006 рік | 2007 рік | Зміни,% |
| Китай          | 49,2     | 65,2     | 33      |
| Японія         | 34,2     | 35,9     | 5       |
| ЄС-27          | 32,3     | 32,4     | -       |
| Україна        | 30,3     | 29,6     | -1      |
| Росія          | 31       | 29,2     | -6      |
| Південна Корея | 17,3     | 18,1     | 5       |
| Туреччина      | 12,7     | 14       | 10      |
| Тайвань        | 10,4     | 10,9     | 5       |
| Бразилія       | 12,5     | 10,4     | -17     |
| США            | 9        | 10,3     | 14      |
| Канада         | 5,9      | 6,8      | 16      |
| Індія          | 6,7      | 6,3      | -6      |
| Інші           | 33       | 34,7     | 5       |